# Ordine militare di Carlo Federico
L'ordine militare di Carlo Federico fu un ordine cavalleresco fondato nell'ambito del granducato di Baden.

## Storia
Dopo che il Baden ebbe ricevuto il titolo granducale nel 1806 venendo elevato da quello di margravio, lo stato fu in grado di mantenere economicamente un esercito stabile a salvaguardia del paese. Questo fatto fece sì che il granduca Carlo I Federico concedesse la patente granducale per la fondazione di questo ordine nel 1807 per ricompensare i benemeriti dell'esercito. La medaglia veniva conferita, ad eccezione della gran croce, senza distinzione di rango sociale, militare o di religione.
Durante il periodo monarchico, nel Baden venne concessa ai cittadini che avessero compiuto perlomeno i 25 anni di età e poteva essere portata anche su vesti civili dopo aver terminato il proprio servizio nell'esercito.
L'ordine disponeva di tre classi di benemerenza:
- cavaliere di gran croce
- commendatore
- cavaliere

## Insegne
- La medaglia dell'ordine era costituita da una croce di Malta smaltata di bianco e bordata d'oro, dietro la quale era posta una corona d'alloro smaltata di verde. Al centro della croce si trovava un medaglione con le cifre "C F" (Carlo Federico) per il nome del fondatore, circondato dal motto FUR BADENS EHRE ("al merito del Baden"). La medaglia era sostenuta al nastro tramite una corona granducale d'oro.
- La stella dell'ordine consisteva invece in una placca d'argento a forma di croce di Malta raggiata, con al centro un medaglione raffigurante un grifone coronato e passante che tiene tra le zampe uno scudo araldico con lo stemma del Baden. Anch'esso è circondato dal motto FUR BADENS EHRE.
- Il nastro dell'ordine era rosso con una striscia gialla su ciascun lato.

## Insigniti notabili
- Johann Nepomuk Isfordink (1776-1841), professore e militare badense
- Berthold von Freydorf (1820-1878), generale prussiano
- Hermann Göring (1893-1946), militare e politico nazista